# Neelus minutus
Neelus minutus är en urinsektsart som först beskrevs av James P. Folsom 1901.  Neelus minutus ingår i släktet Neelus och familjen dvärghoppstjärtar. Inga underarter finns listade i Catalogue of Life.